# Franco Holzer
Franco Holzer (Padova, 1943 – Padova, 20 giugno 2020) è stato un giornalista e scrittore italiano.

## Biografia
Discendente da una famiglia di ristoratori padovani e da una famiglia mitteleuropea di origini asburgiche, nasce a Padova nel 1943 e trascorre presso Rovolon gli anni della seconda guerra mondiale. Dopo la laurea in Ingegneria Civile Edile intraprende l'attività alberghiera di famiglia, stabilendo contatti con personalità della vita economica, culturale e scientifica del Veneto e del mondo. 
Inizia contemporaneamente l'attività giornalistica, collaborando per 25 anni col quotidiano Il Gazzettino di Venezia, occupandosi di cronaca, sport, agroalimentare, costumi e tradizioni venete. Collabora con diverse riviste enogastronomiche. Insegna anche, grazie all'esperienza in campo alberghiero, presso gli istituti di stato per la ristorazione di Abano Terme e Montagnana. 
Riceve diversi riconoscimenti. Nel 1996 la Prefettura di Serafina Correa nel Rio Grande Do Sul (Brasile) gli concede l'onorificenza "Honra ao Merito" per avere portato la Commedia del Ruzante ai discendenti dei Veneti emigrati alla fine del 1800. Nel 1995 la città di Padova lo nomina "Padovano eccellente" per “avere onorato la propria città con le opere dell'ingegno, del lavoro, della cultura, del commercio e dell'intelletto”. Il Comune di Rovolon (Padova), nel 2007,lo nomina Cittadino Onorario. 
Da sempre appassionato della gallina padovana dal gran ciuffo,originaria della Polonia, effettua importanti ricerche storiche su questi avicoli venendo a trovare numerose informazioni inedite, tra cui il fatto che il primo esponente della famiglia Dondi dell'Orologio ad avere un contatto con la Polonia fu Francesco Dondi dell'Orologio, in quanto il re di Polonia Giovanni III gli conferì nel 1676 il titolo di Marchese. Scopre poi nell'Oratorio di San Michele Arcangelo di Padova la prima rappresentazione pittorica conosciuta nel padovano di una gallina ciuffata, opera di Jacopo da Verona datata 1397.
Frequenta ripetutamente la Polonia alla ricerca delle origini polacche del pennuto e conosce così Zamość, città patrimonio dell'Unesco, voluta da Jan Zamoyski, illustre magnate polacco, e realizzata su progetto dell'architetto padovano Bernardo Morando dal 1580 al 1600.

## Teatro
Il 4 aprile 2009 Holzer, assieme a Gabriele Fanti e al prof. Miroslaw Lenart, promuove una rappresentazione a Cracovia dei Due Dialoghi di Ruzante in lingua rustica pavana da parte della compagnia teatrale padovana “Belteatro” di Padova, nel teatro della Scuola nazionale polacca. Lo spettacolo, rivolto agli studenti di italianistica di tre università Cracovia Opole e Glivice, viene realizzato dopo la presentazione di due conferenze su Ruzante e il suo teatro, viene tradotto e sottotitolato in polacco in simultanea su uno schermo.

## Opere
- Holzer, F. El Canton dee Busie. 'Na stajon col Padova. Supplemento a PadovaSport- Padova 1984
- Holzer, F. Rovolon amore per una terra . Adle Edizioni - Padova 1997
- Holzer, F. Sulle orme della Gallina Padovana dal gran Ciuffo. La Grafica Faggian, Campodarsego (Padova) 2013.